# Eduardo Peiyrellade Zaldívar
Eduardo Peiyrellade Zaldívar (Camagüey, Cuba, 1846 - l'Havana, 1930) fou un compositor i pianista cubà. Va fer els primers estudis musicals amb els mestres Antonio Sola i Antonio Cosculluela. El 1869 realitzà una gira artística pels Estats Units, com a concertista de piano, i alguns anys més tard fundà a la Havana el Conservatori de Música i Declamació, que encara existeix, i del qual han sortit artistes distingits. És autor de nombroses obres per a piano, entre les quals destaquen: Vals lento; Polaca de salón; In promtu; Scherzo, estant conceptuat com un dels més il·lustres pedagogs de Cuba.